# Promises to Keep
Pour plus de détails, voir Fiche technique et Distribution.
Promises to Keep est un film américain réalisé par Ginny Durrin, sorti en 1988.

## Synopsis
Mitch Snyder et la Community for Creative Non-Violence crée un foyer pour sans-abris à Washington.

## Fiche technique
- Titre : Promises to Keep
- Réalisation : Ginny Durrin
- Montage : Marian Sears Hunter
- Production : Ginny Durrin
- Société de production : Durrin Productions
- Pays :  États-Unis et  Canada
- Genre : Documentaire
- Durée : 57 minutes
- Date de sortie : 
  - États-Unis : 1988

## Distinctions
Le film a été nommé à l'Oscar du meilleur film documentaire.